# Arenaria crassipes
Arenaria crassipes är en nejlikväxtart som beskrevs av Charles Baehni och Macbride. Arenaria crassipes ingår i släktet narvar, och familjen nejlikväxter. Inga underarter finns listade i Catalogue of Life.